# Juillet 2008 en Afrique
Pays par pays, les événements du mois de juillet 2008 en Afrique : 

## Événements

### Bénin
Le chef de l’État Boni Yayi a décidé de faire adopter le 28 juillet par ordonnance 4 projets de loi portant ratification d’accords internationaux relatifs à la protection côtière et au code d'investissement. Le choix de procéder par la voie des ordonnances est justifié par la présidence par les reports successifs de ratification par le parlement d’accords devant être ratifiés avant le 31 juillet. La non-ratification aurait fait perdre au Bénin les 32 milliards F CFA alloués par plusieurs partenaires (Fonds OPEP pour le Développement international (OFID), le Fonds Koweitien pour le développement économique arabe, et le Fonds saoudien de développement).